# Serie Mundial de 1909
La Serie Mundial de 1909 de béisbol fue disputada entre Pittsburgh Pirates y Detroit Tigers. Los Pirates arribaron con su estelar parador en corto Honus Wagner, quien ostentaba el mejor promedio de bateo en la temporada regular por la Liga Nacional (.339), y los lanzadores Howie Camnitz y Vic Willis, cada uno con al menos veinte victorias. Los Tigers, en su tercera Serie Mundial al hilo, eran encabezados por Ty Cobb quien había logrado su tercer título de bateo consecutivo por la Liga Americana y los pitchers George Mullin, Ed Willet y Ed Summers.
El primer juego fue a favor de Pittsburgh (4-1), siendo liderado por Babe Adams quien limitó a la ofensiva de Detroit. Posteriormente, los Tigers empataron la serie con triunfo de 7-2, en el que destacó un robo del home por parte de Cobb en el tercer episodio. El tercer juego fue victoria para Pittsburgh (8-6) con Wagner a la cabeza de la ofensiva al lograr tres hits, dos carreras impulsadas y tres bases robadas; pero los Tigers respondieron en el cuarto encuentro (5-0) con una blanqueada de la mano de George Mullin. 
Con la serie empatada, Adams tomó el montículo por Pittsburgh y otra vez se agenció el triunfo (8-4). Los Tigers acudieron nuevamente a Mullin para la victoria del siguiente día (5-4) y dejar la serie nivelada. En el definitivo séptimo juego los Pirates se alzaron con la Serie Mundial con otro desempeño impecable de Adams con una blanqueada (8-0).
Ninguno de los estelares lanzadores de Pittsburgh Pirates durante la temporada regular tuvo una participación decisiva en la serie, al contrario de Babe Adams quien logró una marca de 12-3 a lo largo del año. Por su parte, Honus Wagner lideró la ofensiva con un promedio ofensivo de .333 y seis carreras impulsadas. Para Detroit Tigers fue el tercer fracaso consecutivo en lograr un título de Grandes Ligas.

## Desarrollo

### Juego 1
- Día: 8 de octubre
- Estadio: Forbes Field
- Lugar: Pittsburgh
- Asistencia: 29.264
- Umpires: HP: Jim Johnstone, 1B: Silk O'Loughlin

| Equipo                                                            | 1 | 2 | 3 | 4 | 5 | 6 | 7 | 8 | 9 | C | H | E |
| ----------------------------------------------------------------- | - | - | - | - | - | - | - | - | - | - | - | - |
| Detroit                                                           | 1 | 0 | 0 | 0 | 0 | 0 | 0 | 0 | 0 | 1 | 6 | 4 |
| Pittsburgh                                                        | 0 | 0 | 0 | 1 | 2 | 0 | 0 | 0 | x | 4 | 5 | 0 |
| G: Babe Adams (1-0) P: George Mullin (0-1) HR: PIT-Fred Clarke: 1 |   |   |   |   |   |   |   |   |   |   |   |   |

- Box score y detalle de jugadas

### Juego 2
- Día: 9 de octubre
- Estadio: Forbes Fields
- Lugar: Pittsburgh
- Asistencia: 30.915
- Umpires:  HP: Billy Evans, 1B: Bill Klem

| Equipo                                       | 1 | 2 | 3 | 4 | 5 | 6 | 7 | 8 | 9 | C | H | E |
| -------------------------------------------- | - | - | - | - | - | - | - | - | - | - | - | - |
| Detroit                                      | 0 | 2 | 3 | 0 | 2 | 0 | 0 | 0 | 0 | 7 | 9 | 2 |
| Pittsburgh                                   | 2 | 0 | 0 | 0 | 0 | 0 | 0 | 0 | 0 | 2 | 5 | 1 |
| G: Bill Donovan (1-0) P: Howie Camnitz (0-1) |   |   |   |   |   |   |   |   |   |   |   |   |

- Box score y detalle de jugadas

### Juego 3
- Día: 11 de octubre
- Estadio: Bennett Park
- Lugar: Detroit
- Asistencia: 18.277
- Umpires:  HP: Silk O'Loughlin, 1B: Jim Johnstone

| Equipo                                   | 1 | 2 | 3 | 4 | 5 | 6 | 7 | 8 | 9 | C | H  | E |
| ---------------------------------------- | - | - | - | - | - | - | - | - | - | - | -- | - |
| Pittsburgh                               | 5 | 1 | 0 | 0 | 0 | 0 | 0 | 0 | 2 | 8 | 10 | 2 |
| Detroit                                  | 0 | 0 | 0 | 0 | 0 | 0 | 4 | 0 | 2 | 6 | 11 | 5 |
| G: Nick Maddox (1-0) P: Ed Summers (0-1) |   |   |   |   |   |   |   |   |   |   |    |   |

- Box score y detalle de jugadas

### Juego 4
- Día: 12 de octubre
- Estadio: Bennett Park
- Lugar: Detroit
- Asistencia: 17.036
- Umpires: HP: Bill Klem, 1B: Billy Evans, LF: Silk O'Loughlin, RF: Jim Johnstone

| Equipo                                         | 1 | 2 | 3 | 4 | 5 | 6 | 7 | 8 | 9 | C | H | E |
| ---------------------------------------------- | - | - | - | - | - | - | - | - | - | - | - | - |
| Pittsburgh                                     | 0 | 0 | 0 | 0 | 0 | 0 | 0 | 0 | 0 | 0 | 5 | 6 |
| Detroit                                        | 0 | 2 | 0 | 3 | 0 | 0 | 0 | 0 | x | 5 | 8 | 0 |
| G: George Mullin (1-1) P: Lefty Leifield (0-1) |   |   |   |   |   |   |   |   |   |   |   |   |

- Box score y detalle de jugadas

### Juego 5
- Día: 13 de octubre
- Estadio: Forbes Field
- Lugar: Pittsburgh
- Asistencia: 21.706
- Umpires:  HP: Jim Johnstone, 1B: Silk O'Loughlin, LF: Bill Klem, RF: Billy Evans

| Equipo                                                                                             | 1 | 2 | 3 | 4 | 5 | 6 | 7 | 8 | 9 | C | H  | E |
| -------------------------------------------------------------------------------------------------- | - | - | - | - | - | - | - | - | - | - | -- | - |
| Detroit                                                                                            | 1 | 0 | 0 | 0 | 0 | 2 | 0 | 1 | 0 | 4 | 6  | 1 |
| Pittsburgh                                                                                         | 1 | 1 | 1 | 0 | 0 | 0 | 4 | 1 | x | 8 | 10 | 2 |
| G: Babe Adams (2-0) P: Ed Summers (0-2) HR: DET-Davy Jones: 1, Sam Crawford: 1 PIT- Fred Clarke: 1 |   |   |   |   |   |   |   |   |   |   |    |   |

- Box score y detalle de jugadas

### Juego 6
- Día: 14 de octubre
- Estadio: Bennett Park
- Lugar: Detroit
- Asistencia: 10.535
- Umpires:   HP: Billy Evans, 1B: Bill Klem, LF: Jim Johnstone, RF: Silk O'Loughlin

| Equipo                                     | 1 | 2 | 3 | 4 | 5 | 6 | 7 | 8 | 9 | C | H  | E |
| ------------------------------------------ | - | - | - | - | - | - | - | - | - | - | -- | - |
| Pittsburgh                                 | 3 | 0 | 0 | 0 | 0 | 0 | 0 | 0 | 1 | 4 | 8  | 1 |
| Detroit                                    | 1 | 0 | 0 | 2 | 1 | 1 | 0 | 0 | x | 5 | 10 | 2 |
| G: George Mullin (2-1) P: Vic Willis (0-1) |   |   |   |   |   |   |   |   |   |   |    |   |

- Box score y detalle de jugadas

### Juego 7
- Día: 16 de octubre
- Estadio: Bennett Park
- Lugar: Detroit
- Asistencia: 17.562
- Umpires:  HP: Silk O'Loughlin, 1B: Jim Johnstone, LF: Billy Evans, RF: Bill Klem

| Equipo                                    | 1 | 2 | 3 | 4 | 5 | 6 | 7 | 8 | 9 | C | H | E |
| ----------------------------------------- | - | - | - | - | - | - | - | - | - | - | - | - |
| Pittsburgh                                | 0 | 2 | 0 | 2 | 0 | 3 | 0 | 1 | 0 | 8 | 7 | 0 |
| Detroit                                   | 0 | 0 | 0 | 0 | 0 | 0 | 0 | 0 | 0 | 0 | 6 | 3 |
| G: Babe Adams (3-0) P: Bill Donovan (1-1) |   |   |   |   |   |   |   |   |   |   |   |   |

- Box score y detalle de jugadas

|                                                            |
| Campeón de las Grandes Ligas Pittsburgh Pirates 1.º título |